# Листопад (літгрупа)
«Листопа́д» — львівська літературна група молодих письменників-націоналістів, яка відбувала свої зустрічі у Львові між роками 1928–31. Членство включало таких постатей як-от: Р. Драган, В. Ковальчук, Б. Кравців, А. Курдидик, С. Ленкавський, І. Чернява, Р. Ольгович, Є. Пеленський, Ж. Процишин і В. Янів. Члени літгрупи видали збірку «Літаври» та дописували до «Літературно-наукового вісника».